# Abalistes filamentosus
Abalistes filamentosus is een  straalvinnige vissensoort uit de familie van trekkervissen (Balistidae). De wetenschappelijke naam van de soort is voor het eerst geldig gepubliceerd in 2004 door Matsuura & Yoshino.